# 임동혁 (프로게이머)
임동혁(1987년 3월 27일 ~ )은 대한민국의 전직 스타크래프트 프로게이머이다. 길드는 Op WHITECLAN-이며 keke , KeKe[WHITE]라는 아이디를 사용하며, 종족은 저그이다.
위메이드 폭스 소속으로 활동하였다.
2006년 하반기 드래프트에서 팬택EX(현 위메이드 폭스)의 2차 지명으로 입단하였다.
2009년 10월 15일 공식적으로 은퇴가 발표되었다.
2010년 1월 26일, 102보충대로 입대 후 2012년 1월 25일 제대했다.

## 수상 경력
- 2006년 6월 제1회 AIR WALK배 준우승
- 2006년 6월 인천 사이버 씨티배 8강
- 2007년 5월 곰TV MSL 시즌2 32강
- 2007년 8월 2007 서울 국제 e스포츠 페스티벌 스타크래프트 256강전 32강
- 2008년 10월 곰TV TG삼보-인텔 클래식 2008 시즌2 32강